# Helictotrichon requienii
Helictotrichon requienii là một loài thực vật có hoa trong họ Hòa thảo. Loài này được (Mutel) Henrard mô tả khoa học đầu tiên năm 1940.